# Val-David
Pour les articles homonymes, voir Val-David (homonymie) et David.
Val-David est une municipalité de village située dans la MRC Les Laurentides dans la région administrative des Laurentides, au Québec.

## Histoire

### Colonisation

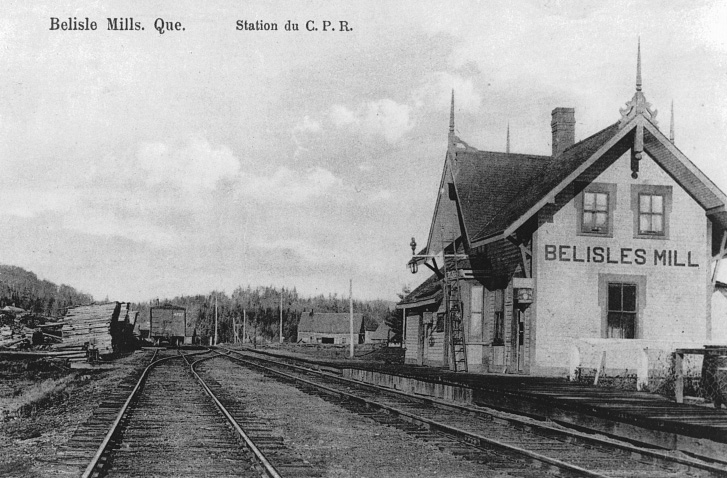
La gare de Belisle's Mill, vers 1910.

Avant la colonisation, les lieux sont fréquentés par les Mohawks. Les premiers colons arrivent à pied à Val-David au printemps 1849. Jean-Baptiste Dufresne, Olivier Ménard et son frère Narcisse, tous originaires du Grand Brulé, obtiennent un billet de location pour des lots près du lac Paquin. Ils sont rapidement suivis par d'autres. Ce territoire non-organisé est annexé à la municipalité de Sainte-Adèle de 1855 à 1862, puis à celle de Sainte-Agathe-des-Monts de 1862 à 1921. Durant ces premières décennies, la population augmente dans les septième et le huitième rangs, puis vers le lac à la Truite et en direction de Sainte-Agathe-des-Monts.
En 1873, un bureau de poste désigné Mont-Morin est ouvert. Dans les années 1890, le noyau villageois se déplace vers l'est avec la construction du chemin de fer du Nord. C'est autour de la gare locale, Bélisle's Mill Station, que se construit ce qui constitue aujourd'hui le coeur de Val-David. L'augmentation de la population permet la création de la paroisse indépendante de Saint-Jean-Baptiste-de-Bélisle, en 1917. Une église est construite en 1920 et rénovée en 2019.

### Saint-Jean-Baptiste-de-Bélisle

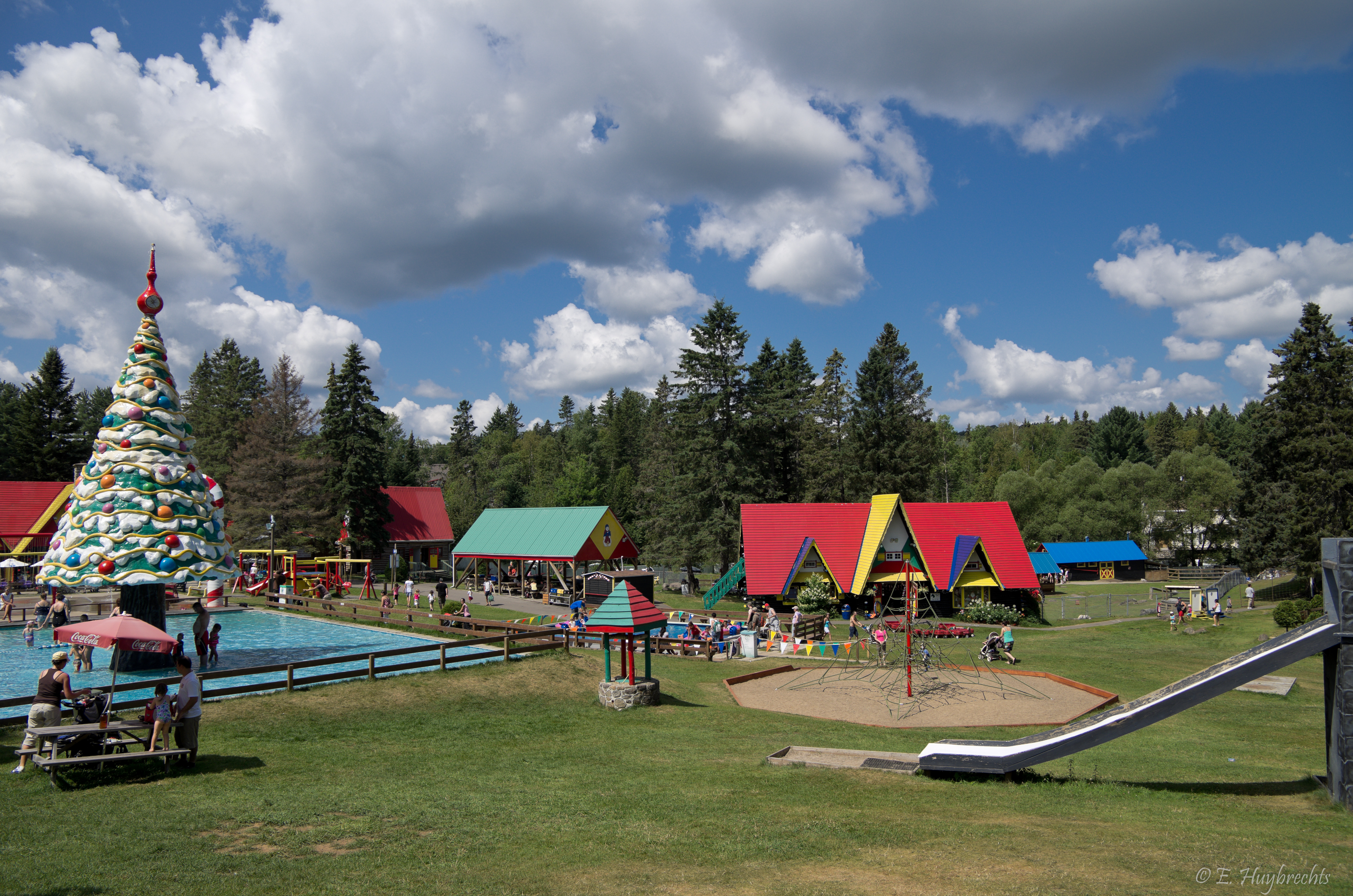
Village du Père Noël, en 2011.

Le 10 mai 1921, la municipalité de Saint-Jean-Baptiste-de-Bélisle est créée par détachement de Sainte-Agathe-des-Monts. La Congrégation des Sœurs de Sainte-Anne s'y installe en 1922. Une école, l'Académie du Sacré-Cœur, est construite à proximité de son  
Le tourisme existe à partir des années 1920, avec la construction de chalets pour vacanciers près du lac Doré. Différentes maisons de pension et auberges ouvrent leurs portes dans les décennies suivantes. La pratique de l escalade de rochers se développe sur les parois rocheuses des monts Condor, Césaire et King. Des pistes de ski alpin et de ski de fond ouvrent dans les années 1940. L’ancienne voie ferrée du petit train du nord en piste cyclable l’été, et en sentier de ski de fond. Dévellope un pôle récréotouriste avec les villages avoisinants de Val-Morin et de Sainte-Lucie-des-Laurentides.

### Val-David
Le 30 juin 1944, Saint-Jean-Baptiste-de-Bélisle est renommé Val-David en l'honneur de l'homme politique Athanase David. Le tourisme en provenance de Montréal s'intensifie progressivement. Reliée par la route 11, la municipalité devient encore plus accessible en 1974 avec l'ouverture de l'autoroute des Laurentides. La boîte à chansons La Butte à Mathieu, de 1959 à 1976, attire d'importants noms de la chanson québécoise et française. Le sculpteur Bernard Chaudron ouvre une fonderie.
La municipalité devient dans les années 1970 le chantre de la contre-culture au Québec, attirant les hippies et artistes de la province. Encore aujourd'hui, elle réunit un grand nombre de peintres, sculpteurs et écrivains qui viennent s'établir dans les montagnes laurentiennes. Chaque année, depuis 4 décennies, se tient le symposium de la céramique attirant plusieurs artisans du milieu de la poterie.

## Géographie
Val-David est située à environ 80 kilomètres au nord de Montréal. Son territoire boisé est recouvert de plusieurs collines (monts Condor, McMaster et King, etc) et de quelques petits lacs. La rivière du Nord traverse la municipalité du nord-ouest au sud-est. Elle est desservie par l'autoroute 15 et la route 117.

## Démographie
| 1991  | 1996  | 2001  | 2006  | 2011  | 2016  | 2021  |
| ----- | ----- | ----- | ----- | ----- | ----- | ----- |
| 2 976 | 3 473 | 3 819 | 4 216 | 4 450 | 4 917 | 5 558 |

## Administration
Les élections municipales se font en bloc et suivant un découpage de six districts.
| Val-David Maires depuis 2003                                                                                         |                  |         |          |
| Élection | Maire            | Qualité | Résultat |
| 2003 | Dominic Asselin  |         | Voir     |
| 2005 | Pierre Lapointe  |         | Voir     |
| 2009 | Nicole Davidson  |         | Voir     |
| 2013 | Nicole Davidson  | Voir    |          |
| 2017 | Kathy Poulin     |         | Voir     |
| 2021 | Dominique Forget |         | Voir     |
| Élection partielle en italique Depuis 2005, les élections sont simultanées dans toutes les municipalités québécoises |                  |         |          |

## Loisirs et culture

### Parc régional de Val-David-Val-Morin
La municipalité de Val-David, en partenariat avec la municipalité de Val-Morin, a depuis plus de 20 ans réfléchi à la protection de son patrimoine naturel en voulant ériger un parc de plein air d'une superficie de près de 500 hectares. C'est aujourd'hui chose faite : le Parc régional de Val-David-Val-Morin compte sur son territoire tout ce qu'il faut pour plaire aux amateurs de plein air. On y reconnaît surtout l'importance de l'escalade, de la randonnée pédestre et du ski de fond.

### Festival de la céramique
Depuis plus de 35 ans, chaque mois d’août,Val-David est l’hôte d'un festival de céramique. Ont lieu des conférences, Des exposition d’artistes, et des ateliers d’ initiation à la technique du tour (poterie).

### Village d'été du Père Noël
Selon la célèbre chanson du canadien Joseph (Pierre Laurendeau), reprise par Les Colocs, le personnage serait en fait québécois, comme l'indique le titre lui-même : Le père Noël c't'un Québécois. En 1953, Réal Rousseau et Jacques T. Melchers construisirent la résidence d'été du père Noël à Val-David. Le père Noël y déménagea l'année-même et y arriva en hélicoptère. Il y revient à chaque été et a reçu près de 3 millions de visiteurs,.

### =Festival 1001 patentes qui bougent
Chaque mois d´aout depuis 2021, des marionnettes géantes et leurs complices (petites marionnettes, masques et sculpture) reignent sur Val-David,.

## Éducation
La ville est comprise dans les territoires de la commission scolaire Sir-Wilfrid-Laurier et du centre de services scolaire des Laurentides. Les écoles Saint-Jean-Baptiste et Sainte-Marie sont situées dans le village. Les élèves anglophones fréquentent l'Académie Sainte-Agathe à Sainte-Agathe-des-Monts.

## Jumelage
- Val-David est jumelé avec la commune de Ceyreste en France (13).